# Himno Nacional Argentino
Himno Nacional Argentino (spanisch „Argentinische Nationalhymne“) bezeichnet die Nationalhymne Argentiniens.

## Geschichte
1812 beauftragte die Regierung Vicente López y Planes, eine Nationalhymne für das kurz zuvor unabhängig gewordene Land zu schreiben. Er schrieb einen Text mit neun Strophen mit einem Refrain nach jeder Strophe. Die Musik komponierte Blas Parera. Am 11. Mai 1813 wurde die neue Nationalhymne unter dem Titel „Marcha Patriótica“ der Nationalversammlung vorgestellt, später war sie auch noch unter den Titeln „Canción Patriótica Nacional“ und „Canción Patriótica“ bekannt. 1924 wurde festgelegt, dass nur noch die erste Strophe mit dem Refrain als Nationalhymne verwendet wird.

## Text
Links der spanische Text der Marcha Patriótica von 1813, rechts eine Übersetzung der ersten Strophe.
| ¡Oíd, mortales! El grito sagrado: ¡Libertad, Libertad, Libertad! Oíd el ruido de rotas cadenas: Ved en trono a la noble Igualdad. ¡Ya su trono dignísimo abrieron Las provincias unidas del Sur! Y los libres del mundo responden: ¡Al Gran Pueblo Argentino Salud! Y los libres del mundo responden: ¡Al Gran Pueblo Argentino Salud! Refrain: Sean eternos los laureles Que supimos conseguir. Coronados de gloria vivamos O juremos con gloria morir. | Hört, ihr Sterblichen! Den geheiligten Ruf: Freiheit, Freiheit, Freiheit! Hört den Lärm gesprengter Ketten: Seht auf dem Thron die edle Gleichheit. Schon zeigten ihren würdevollen Thron die vereinigten Provinzen des Südens! Und die Freien der Welt antworten: Heil dem großen argentinischen Volk! Und die Freien der Welt antworten: Heil dem großen argentinischen Volk! Refrain: Ewig sei der Lorbeer, den wir zu erlangen wussten. Mögen wir von Ruhm gekrönt leben ... oder wir schwören ruhmreich zu sterben! |
| De los nuevos campeones los rostros Marte mismo parece animar: la grandeza se anida en sus pechos a su marcha todo hacen temblar. Se conmueven del Inca las tumbas y en sus huesos revive el ardor, lo que ve renovando a sus hijos de la patria el antiguo esplendor. Refrain Pero sierras y muros se sienten retumbar con horrible fragor, todo el país se conturba por gritos de venganza, de guerra, y furor. En los fieros tiranos la envidia escupió su pestífera hiel, su Estandarte sangriento levantan provocando a la Lid más cruel. Refrain ¿No los véis sobre México y Quito arrojarse con saña tenaz? ¿Y cuál lloran bañados en sangre Potosí, Cochabamba y La Paz? ¿No los véis sobre el triste Caracas luto, y llantos, y muerte esparcir? ¿No los véis devorando cual fieras todo pueblo que logran rendir? Refrain A vosotros se atreve Argentinos el orgullo del vil invasor: vuestros campos ya pisa contando tantas glorias hollar vencedor. Mas los bravos que unidos juraron su feliz libertad sostener a estos tigres sedientos de sangre fuertes pechos sabrán oponer. Refrain El valiente Argentino a las armas corre ardiendo con brío y valor, el clarín de la guerra, cual trueno en los campos del Sud resonó. Buenos Aires se opone a la frente de los Pueblos de la ínclita unión, y con brazos robustos desgarran al Ibérico altivo león. Refrain San José, San Lorenzo, Suipacha, ambas Piedras, Salta, y Tucumán, la Colonia y las mismas murallas del tirano en la banda oriental, son letreros eternos que dicen aquí el brazo Argentino triunfó, aquí el fiero opresor de la Patria su cerviz orgullosa dobló. Refrain La victoria al guerrero Argentino con sus alas brillantes cubrió, y azorado a su vista el tirano con infamia a la fuga se dio; sus banderas, sus armas se rinden por trofeos a la libertad, y sobre alas de gloria alza el Pueblo trono digno a su gran Majestad. Refrain Desde un polo hasta el otro resuena de la fama el sonoro clarín, y de América el nombre enseñando les repite: mortales, oíd. Ya su trono dignísimo abrieron las Provincias Unidas del Sud, y los libres del mundo responden al gran Pueblo Argentino Salud. Refrain | |

## Kurzversionen
Aufgrund der Länge der offiziellen Version der argentinischen Nationalhymne werden bei Veranstaltungen wie Olympischen Spielen oder vor Fußballländerspielen üblicherweise nur das – offiziell textlose – Präludium des Musikstücks oder andere verkürzte Varianten gespielt.